# NGC 5984
NGC 5984 is een balkspiraalstelsel in het sterrenbeeld Slang. Het hemelobject werd op 19 maart 1787 ontdekt door de Duits-Britse astronoom William Herschel.

## Synoniemen
- UGC 9987
- MCG 2-40-11
- ZWG 78.52
- IRAS 15405+1423
- PGC 55853